# بدنارکا (استان لهستان کوچک‌تر)
بدنارکا (به لهستانی:  Bednarka) یک روستا در لهستان است که در گمینا لیپینکی واقع شده‌است. بدنارکا ۱۷۲ نفر جمعیت دارد.